# Edmund Pendleton

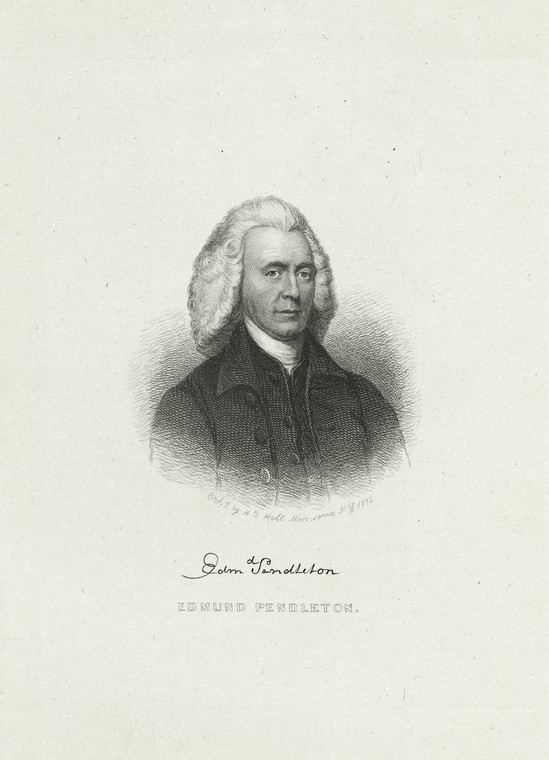
Edmund Pendleton

Edmund Pendleton (* 9. September 1721 im Caroline County, Kolonie Virginia; † 23. Oktober 1803 in Richmond, Virginia) war ein US-amerikanischer Pflanzer, Jurist und Politiker. In den Jahren 1774 und 1775 war er Delegierter für Virginia im Kontinentalkongress.

## Werdegang
Edmund Pendleton war ein Onkel des Kontinentalkongressdelegierten John Penn (1741–1788) und des Politikers Nathaniel Pendleton (1756–1821), der ebenfalls in den Kontinentalkongress gewählt wurde, dort aber sein Mandat nicht wahrnahm. Er besuchte die öffentlichen Schulen seiner Heimat und arbeitete im Jahr 1740 als Angestellter des Caroline County. Nach einem anschließenden Jurastudium und seiner 1741 erfolgten Zulassung als Rechtsanwalt begann er in diesem Beruf zu arbeiten. Im Jahr 1751 wurde er Friedensrichter in seiner Heimat. Zwischen 1752 und 1774 saß er im House of Burgesses von Virginia. In den 1770er Jahren schloss er sich der Revolutionsbewegung an und wurde Mitglied einiger revolutionärer Organisationen. 1773 gehörte er dem Committee of Correspondence an und 1774 war er Mitglied der Provincial Convention seiner Heimat. Von 1774 bis 1775 vertrat er zusammen mit Patrick Henry und George Washington Virginia im Kontinentalkongress. 1775 wurde er Leiter des Sicherheitsausschusses seiner Heimat. Gleichzeitig gehörte er der verfassungsgebenden Versammlung für Virginia an, deren Präsident er war. In den Jahren 1776 und 1777 saß er im Abgeordnetenhaus von Virginia und war erster Speaker dieser Kammer.
Im Jahr 1788 war Pendleton Präsident der Versammlung, die die Verfassung der Vereinigten Staaten für Virginia ratifizierte. Seit 1777 war er in Virginia in verschiedenen Funktionen als Richter tätig. Zwischen 1788 und 1803 war er als Chief Justice am Supreme Court of Virginia der höchste Richter dieses Staates. Edmund Pendleton starb am 23. Oktober 1803 in Richmond und wurde in Edmundsbury beigesetzt.
Nach ihm sind Pendleton County in Kentucky und Pendleton County in West Virginia benannt.